# Ingibjörg Sólrún Gísladóttir
Ingibjörg Sólrún Gísladóttir (Reykjavik, 31 december 1954) is een IJslands politica bij Alliantie, waarvan ze tussen 2005 en 2009 partijvoorzitter was. Van 1994 tot 2003 was ze burgemeester van Reykjavik. Tussen 2007 en 2009 was ze minister van Buitenlandse Zaken in het kabinet van premier Geir Haarde. Sólrún Gísladóttir is de huidige aangestelde vertegenwoordiger van de UN Women in Turkije en de aangestelde directeur voor Europa en Centraal Azië.

## Opleiding
Ingibjörg Sólrún Gísladóttir is geboren in Reykjavik, als dochter van verkoper Gísli Gíslason (1916-2006) en huisvrouw Ingibjörg J. Níelsdóttir (1918).
Ze behaalde een bachelorgraad in geschiedenis en literatuur aan de Universiteit van IJsland in 1979. Hierna ging ze in Denemarken als gaststudent studeren aan de Universiteit van Kopenhagen. In 1981 kwam ze terug naar IJsland waar ze een mastergraad behaalde in geschiedenis aan de Universiteit van IJsland in 1983.

## Politieke carrière
Ingibjörg Sólrún begon haar carrière bij de Vrouwenlijst als lid van de Reykjavikse gemeenteraad tussen 1982 en 1988. Ze vertegenwoordigde deze partij ook in het Alding (het IJslandse parlement) tussen 1991 en 1994. Tussen 1994 en 2003 was ze burgemeester van Reykjavik. Dit deed ze voor een coalitie van vier politieke partijen die samen Reykjavíkurlistinn genoemd werden. In 2005 werd Ingibjörg Sólrún na een verkiezing de leider van de sociaaldemocratische Alliantie, dit bleef ze tot 2009.
- Library of Congress Control Number: n92089984
- Nationale Bibliotheek van Israël: 987007399850905171
- Virtual International Authority File: 1669501
- WorldCat: E39PBJmp9v78pMvhCqmh4QGPwC